# Джеймі Байно-Гіттенс
Джеймі Байно-Гіттенс (англ. Jamie Bynoe-Gittens, нар. 8 серпня 2004, Лондон) — англійський футболіст, нападник німецького клубу «Боруссія» (Дортмунд).
Виступав, зокрема, за клуб «Боруссія» (Дортмунд), а також молодіжну збірну Англії.

## Клубна кар'єра
Народився 8 серпня 2004 року в місті Лондон.
У дорослому футболі дебютував 2022 року виступами за команду «Боруссія» (Дортмунд), кольори якої захищає й донині.

## Виступи за збірні
У 2019 році дебютував у складі юнацької збірної Англії (U-15), загалом на юнацькому рівні взяв участь у 15 іграх, відзначившись одним забитим голом.
З 2023 року залучається до складу молодіжної збірної Англії. На молодіжному рівні зіграв у 7 офіційних матчах, забив 1 гол.